# Ranthambhor nationalpark
Ranthambhor nationalpark är en nationalpark i Indien.   Den ligger i distriktet Sawāi Mādhopur och delstaten Rajasthan, i den centrala delen av landet, 300 km söder om huvudstaden New Delhi. Ranthambore nationalpark ligger 292 meter över havet.